# Lucius Gellius Maximus
Pour les articles homonymes, voir Gellius Maximus (homonymie).
Lucius Gellius Maximus (en grec ancien : Λούκιος Γέλλιος Μάξιμος / Loúkios Géllios Máximos), né dans la seconde moitié du IIe siècle à Antioche de Pisidie et mort au début du IIIe siècle, est un fonctionnaire et médecin romain.
Né ou devenu un chevalier romain, L. Gellius Maximus connaît une ascension fulgurante à partir des années 200. Dans les années 210, il est connu comme l'ami et l'archiatre de l'empereur romain Caracalla, vivant aisément. Il devient honorifiquement ducenarius et a Musio (directeur du Musée d'Alexandrie) durant cette période, dont il perçoit le salaire et les avantages. Il est prêtre à vie d'Esculape, dieu de la médecine, à Antioche. Son fils, le sénateur Gellius Maximus, tente d'usurper le trône en 219, au début du règne d'Héliogabale. L. Gellius Maximus est connu par deux inscriptions comme bienfaiteur de la cité voisine de Sagalassos, ayant notamment aidé un résident à devenir citoyen romain avant 212.

## Biographie
Une statue de marbre blanc disparue en l'honneur de Lucius Gellius Maximus est connue par le vestige de l'inscription lacunaire du piédestal, retrouvé encastrée dans un mur de la vieille mosquée de Yalvaç, près de laquelle est bâtie l'ancienne Antioche-de-Pisidie, en Turquie actuelle. La lecture du texte et l'identification de la personnalité honorée fut progressive et difficile. Theodor Mommsen donne une première transcription en 1884, complétée par John Robert Sitlington Sterrett en 1888. En 2004, Michel Christol et Thomas Drew-Bear donnent une reconstitution complète :
« L(UCIO·GELLIO· — · F(ILIO)] / SE[R(GIA)·MAXIMO] / ARCH[IATRO] / SANCTI[SSIM]I / DOMINI·N(OSTRI)· /ANTONINI / AVG(USTI)·DVCENA / RIO ET A MVSIO / SAC(ERDOTI)·PERPET(UO)· / DEI AESC̣ṾḶAPI / PA[TRONO --] / [---]. »
« Lucius Gellius, fils de [...] de l'illustre [colonie] Sergia, archiatre de Notre Seigneur, le très saint Antonin Auguste [Caracalla], ducenarius et directeur du Musée, prêtre à vie du dieu Esculape, pro[tecteur...] »
En 1918, A. Stein identifie l'homme au père de Gellius Maximus (mort en 219, révolté en Syrie contre Héliogabale) d'après une mention de Dion Cassius et identifie l'empereur de l'inscription à Caracalla.

### Origine et ascension
La vie de Lucius Gellius Maximus est mal connue en raison de la rareté des sources. Né dans la seconde moitié du IIe siècle à Antioche-de-Pisidie, au sein de la colonie Sergia, les Gellii sont une famille de notables. S'il n'appartient pas déjà à l'ordre équestre de naissance, Lucius Gellius Maximus le devient et entame son cursus honorum. Les valeurs hellénistes de son milieu le poussent à devenir médecin, profession où il doit se montrer assez doué pour gagner un salaire annuel de 200 000 sesterces, habituel pour un médecin impérial. En tant que tel et comme tout médecin pratiquant à Rome, Gellius Maximus est exempté d'impôts et d'obligations liturgiques à Antioche-de-Pisidie, dont il est le protecteur. Il est possible que Gellius Maximus rencontre Caracalla à Rome ou en 201, durant son voyage en Asie. Quant à son fils, il entre dans l'ordre sénatorial par adlectio, probablement en raison de la bienveillance impériale, n'ayant pas le cens d'un million de sesterces requis.
Dans une inscription très incomplète retrouvée à Antioche-de-Pisidie, dédiée à L. Gellius Maximus par un dénommé Aelius Ponticus, il y est appelé φιλόσ και αρχιατρος, « ami et archiatre » de Caracalla. Cela montre que le médecin avait aussi un rôle de confident et un ascendant sur l'empereur, dont l'état est continuellement mauvais. Une inscription funéraire de Kaş indique qu'elle a été réalisée par deux hommes, dont Gellius Maximus. Celui-ci est indiqué comme prêtre à vie d'Esculape, dieu de la médecine, sacerdoce confirmé par l'inscription de Yalvaç. Ce descendant de colons romains vivait à la grecque et était vraisemblablement bilingue.

### Fonctions honorifiques
À un moment donné durant le règne de Caracalla, Lucius Gellius Maximus reçoit le titre d'a Musio, indiquant qu'il est nommé directeur ou responsable d'un Musée, c'est-à-dire un centre intellectuel. Otto Hirschfeld suggérait que Gellius Maximus fut directeur du Musée d'Alexandrie, grand centre intellectuel de l'époque et « le Musée » par excellence dans les inscriptions gréco-latines. Cependant, il aurait pu aussi être membre du Musée de Smyrne, qui abritait les archives de la ville, ou du Musée d’Éphèse, où avait lieu le concours annuel de médecine. Il est possible que Lucius Gellius Maximus ait noué des liens avec Éphèse, ayant dû étudier la médecine ailleurs qu'à Antioche.
Hirschfeld avait proposé que la troisième ligne de l'inscription de Yalvaç avait le mot arch[ierei], datif d'archiereus, « archiprêtre ». En 1950, Hans-Georg Pflaum suggère que Gellius Maximus fut ministre des cultes d'Alexandrie, de toute l’Égypte et du Musée d'Alexandrie (archiereus Alex. et totius Aeg. et a Museo Alexandrino). Par le passé, Hirschfeld et des savants postérieurs supprimèrent la conjonction et, afin de lire que Gellius Maximus était procurator ducenarius a Museo, procurateur-directeur du Musée. Cependant, il n'existe aucune preuve qu'il fut nommé procurateur durant sa carrière ni que sa fonction d'a Musio l'exigeât.
Quoi qu'il en soit, il est peu probable que le praticien ait renoncé à soigner l'empereur pour diriger le Musée. Devant suivre Caracalla en toutes circonstances, à de rares exceptions, cette mention honorifique lui permet de jouir des privilèges du poste. Il est nommé honorifiquement ducenarius, ce qui lui permet de percevoir le salaire de cette fonction.

## Gellius Maximus et Sagalassos
Sagalassos est une ville voisine d'Antioche-de-Pisidie. Plusieurs inscriptions en rapport avec cette ville sont dédiées à L. Gellius Maximus.

### Inscription d'Antioche
La première est trouvée à Antioche, il s'agit d'un hommage venant d'un particulier de Sagalassos, Lucius Julius Aurelius Gellius. Incomplète et altérée, elle était gravée sur le socle d'une statue. En 2004, Christol et Drew-Bear suggèrent la lecture suivante :
« Λ(ούκιον) Γέλλιον Μ[άξιμο]ν / τὸν κράτ]ιστον άρ- / χιατ[ρ]ό[ν καὶ] ἀπὸ / Μου[σ]είου καὶ δου- / κηνάριο [ν] τοῦ κυ- / ρίου ἡμῶν μεγίστου / καὶ ἀνεικήτου καὶ / θειοτάτου Αὐτοκρά- / τορος Μ(άρκου) Αυρηλίου / Ἀντωνείνου Σεβ(αστοῦ) / Ἰούλ(ιος) Αὐρ(ήλιος) Γέλλιος / Λούκιος Σαγαλασεύς / τῆς πρώτης τῆς Πισ[i]- / [δίας, φίλης κ]αὶ συμ- / [μάχου Ῥωμαίων] »
« [À] Lucius Gellius Maximus, très puissant, directeur du Musée et ducenarius de Notre Seigneur, le très grand et invincible et très divin empereur Marc Aurèle Antonin Sébaste, Julius Aurelius Gellius Lucius Sagalaseus, premier des Pisidiens, ami et allié des Romains »
En 1912, William Moir Calder croyait que Gellius Maximus est aussi surnommé Gellius Polyhistor (Τ Πολυιστορι), « très savant », mais, parmi d'autres corrections, Christol et Drew-Bear préfèrent lire Λ Γελλίων Μ[αζιμο]ν τ[ον κρατ]ιστών / L. Gellion M[aximo]n t[on krat]istо́n, indiquant qu'il est de l'ordre équestre. La titulature de Caracalla permet de la dater de 213 au plus tôt et d'avril 217 au plus tard, date de l'assassinat de l'empereur. La formule latine magnus et inuictus (en grec μεγιστος καὶ ἀνεικήτος) apparaît durant ses campagnes en Germanie et on retrouve une formulation proche dans une inscription de Tarragone. Cependant, elle diffère de l'inscription de Yalvaç : le titre θειοτάτος / theiotátos ne correspond pas à sanctissimus mais à sacrastissimus, mettant l'accent sur les qualités remarquables de l'empereur.
Le prénom du dédicataire, Lucius, est mentionné après ses gentilices, pratique retrouvée dans une autre inscription de la région, qui sont ceux de Caracalla (Aurelius), de sa mère Julie Domne (Julius) et du médecin (Gellius). Il doit remercier son bienfaiteur, par qui il est devenu citoyen romain, suggérant que Gelliux Maximus pouvait intervenir comme suffragator, celui qui soutient une candidature à la citoyenneté. Cet événement précède la publication l'édit de Caracalla (212), accordant la citoyenneté romaine à tout homme libre de l'Empire romain, bien que l'inscription est postérieure.

### Inscription de Sagalassos
La seconde inscription est un hommage de la ville :
« [ἡ βουλὴ καὶ ὁ δῆμος?] / [Λ. Γέλλιον Μάξι]- / μον τὸν κράτιστον / ἀρχιίατρον καὶ ἀπὸ / Μουσείου δουκηνά- / ριον τοῦ Κυρίου ἡ-μῶν μεγίστου καὶ ἀ- / νεικήτου καὶ θειοτά-του Αὐτοκράτορος / Μ. Αὐρ. Ἀντονείνου Σε- / βαστοῦ / τὸν εὐεργέτην τῆς / πατρίδος »
« [Le conseil et la municipalité ?] [honorent] L(ucius) Gellius Maximus, archiatre et directeur du Musée, ducenarius de Notre Seigneur, le très grand et très saint et divin empereur / M(arc) Aur(èle) Antonin Sébaste, le bienfaiteur de la patrie. »
Pour Hubert Devijver, cette inscription prouve qu'il est natif de Sagalassos et qu'il fit seulement ses études à Antioche. Mais le conseil municipal et les Sagalassosiens ont érigé une statue en l'honneur du médecin qui fut bienfaiteur de leur patrie. La liste des titres de Gellius ressemble à celle déjà connue par d'autres inscriptions, mais la conjonction manque entre Μουσείων et ducenarius.